# Genyodectes
Genyodectes là một chi khủng long, được Woodward mô tả khoa học năm 1901.